# Jekyll and Hyde
Jekyll and Hyde est un jeu vidéo d'action fantastique pour PC développé par le studio franco-canadien In Utero et édité par Cryo Interactive en 2001. Son scénario s'inspire librement de la nouvelle fantastique L'Étrange Cas du docteur Jekyll et de M. Hyde de Robert Louis Stevenson (1886).

## Synopsis
Le jeu se déroule dans une vision sombre et fantastique de la ville de Londres à l'époque victorienne. Les recherches en chimie du Dr Henry Jekyll lui ont permis de mettre au point une potion qui le transforme en un autre homme, Mr Hyde, un monstre de méchanceté et de brutalité. L'expérience ayant failli tourner mal, le Dr Jekyll s'est juré de ne jamais reprendre l'apparence du terrible M. Hyde, qu'il croit disparu à jamais. Mais lorsque sa fille, Laurie, est enlevée par un aliéné évadé de l'asile où il travaille, le docteur n'a plus le choix : pour retrouver sa fille et la soustraire à ses ravisseurs, il doit plonger dans un univers glauque peuplé de zombies et d'autres créatures monstrueuses, où la force brute de son alter ego sombre lui est indispensable, mais où il doit également avoir recours à son apparence de Dr Jekyll pour résoudre les énigmes qui se présentent à lui. Le Dr Jekyll doit alors faire de nouveau appel à son double brutal, sans perdre sa propre personnalité.

## Principe du jeu
Jekyll and Hyde est un jeu d'action à la troisième personne, où le joueur fait évoluer son personnage dans un environnement en 3D réelle. Sous son apparence par défaut, le Dr Jekyll a une force physique limitée, est moins bon au combat, ne fait pas de sauts très longs, mais peut résoudre des énigmes ; sous sa personnalité de Mr Hyde, il est plus fort et plus agile, mais moins porté sur la réflexion. La progression du jeu est ponctuée de scènes cinématiques.

## Développement
Une version pour PlayStation était annoncée à la sortie du jeu sur PC, mais elle semble n'être jamais sortie.

## Réception
Le jeu reçoit des critiques très mitigées à sa sortie. Le site agrégateur de critiques MobyGames donne au jeu une moyenne de 53 sur 100 fondée sur treize critiques de presse, dont neuf lui donnent des notes inférieures à 60 sur 100. Les critiques reprochent essentiellement au jeu sa mauvaise maniabilité et son niveau de difficulté mal équilibré.